# Nicorette
Nicorette é uma marca comercial que abrange diversos produtos para a terapia de substituição da nicotina (NRT). Desenvolvido na década de 1970 na Suécia por Leo Läkemedel, na forma de uma goma de mascar, Nicorette foi o primeiro produto de substituição da nicotina no mercado.
A gama de produtos Nicorette engloba goma de mascar, pastilhas,  de dois tipos (transparente e não transparente), spray oral (Nicorette QuickMist), inalador, tabletes sublinguais (Nicorette Microtab) e spray nasal.

## Indicação
Este produto é indicado como substituto do cigarro para quem deseja parar de fumar. Tem como objetivo aliviar os sintomas associados ao ato de abandono do tabagismo e proporcionando uma maneira segura de reduzir-se aos poucos a nicotina e sua toxicodependência no organismo.

## Cuidados
Mesmo ajudando no combate ao cigarro, pode se tornar outro vicio por conter em média 4 mg de nicotina.

## Fabricação
Os produtos Nicorette são produzidos pela McNeil Consumer Healthcare, uma subsidiária da Johnson & Johnson. GlaxoSmithKline tem a licença da goma de mascar nos Estados Unidos enquanto a Johnson & Johnson vende o produto a nível global.
É fabricado e embalado pelo laboratório Pfizer Health AB na Suécia. No Brasil é distribuído pela empresa Pharmacia Brasil.

## Apresentação
- Embalagem com 30 gomas de mascar (contendo 2 ou 4 mg de nicotina cada), nos sabores menta e classic.